# 김연교
김연교(본명 : 김세정, 1990년 1월 2일 ~ )는 대한민국의 배우이다.

## 학력
- 서울여자대학교 일어일문학과 학사

## 출연작

### 영화
- 《브로큰》 (2025년) - 산책녀 역
- 《야식 금지 클럽》 (2024년) - 임지유 역
- 《더 납작 엎드릴게요》 (2024년) - 송혜인 역
- 《시민 덕희》 (2024년) - 진짜 손진영 대리 역
- 《파로호》 (2022년) - 미리 역
- 《영미 사진관》 (2021년) - 영미 역
- 《광장》 (2021년)
- 《네가 사랑한 것들을 기억할게》 (2021년)
- 《색다른 그녀》 (2021년) - 여사원 역
- 《보이스》 (2021년) - 취준생 피해자 역
- 《파이프라인》 (2021년) - 나 과장의 딸 역
- 《좀비 13》 (2020년) - 진영 역
- 《백두산》 (2019년) - 보조 간호사 / 지영, 유경 스탠드인 역
- 《아워 바디》 (2019년) - 은수 역
- 《탐정: 리턴즈》 (2018년) - 이재희 역
- 《용이를 찾습니다》 (2017년) - 송이 역
- 《오래된 기다림》 (2017년)
- 《미옥》 (2017년) - 20대 현정 역
- 《한일전》 (2016년)

### 드라마
- 《가족계획》 (coupang play, 2024년) - 신주경 역
- 《트레이서 시즌2》 (MBC, 2022년) - 정다정 역
- 《결혼백서》 (kakao tv, 2022년) - 연교 역

### 연극
- 2018년 《로스쿨생 모놀로그》 - T 역
- 2018년 《라듐걸》
- 2015~2016년 《안나라수마나라》 - 윤아이 역